# روبرت ديسغاردين (لاعب هوكي الجليد)
روبرت ديسغاردين (بالإنجليزية: Robert Desjardins)‏ هو لاعب هوكي الجليد أمريكي، ولد في 15 أغسطس 1967.

## وصلات خارجية
- روبرت ديسغاردين على موقع HockeyDB.com (الإنجليزية)